# Charred Walls of the Damned (album)
Charred Walls of the Damned – debiutancki album studyjny amerykańskiej supergrupy Charred Walls of the Damned. Wydawnictwo ukazało się 2 lutego 2010 roku nakładem wytwórni muzycznej Metal Blade Records. Do wydawnictwa została dołączona płyta DVD dokumentująca proces rejestracji albumu. W ramach promocji do utworu "Ghost Town" został zrealizowany teledysk, który wyreżyserował Mike Schiff.
Płyta dotarła do 6. miejsca na liście Billboard Top Heatseekers w Stanach Zjednoczonych sprzedając się w przeciągu tygodnia od dnia premiery w nakładzie 2200 egzemplarzy.

## Lista utworów
Opracowano na podstawie materiału źródłowego.
Muzyka: Richard Christy i Jason Suecof, słowa: Richard Christy.
1. "Ghost Town" – 04:56
2. "From The Abyss" – 04:25
3. "Creating Our Machine" – 02:53
4. "Blood on Wood" – 03:26
5. "In A World So Cruel" – 03:31
6. "Manifestations" – 03:06
7. "Voices Within The Walls" – 03:48
8. "The Darkest Eyes" – 03:37
9. "Fear In The Sky" – 05:42

## Twórcy
Opracowano na podstawie materiału źródłowego.
| - Richard Christy – perkusja, operator kamery - Steve DiGiorgio – gitara basowa - Tim „Ripper” Owens – śpiew - Jason Suecof – gitara, produkcja muzyczna, inżynieria dźwięku, miksowanie | - Alan Douches – mastering - Mark Lewis – inżynieria dźwięku - Ronn Miller – inżynieria dźwięku, zdjęcia, operator kamery - Chet Zar – okładka - Brian Ames – oprawa graficzna |